# Estanhac
Estanhac (en francès Étagnac) és un municipi francès situat al departament del Charente i a la regió de la Nova Aquitània. L'any 2007 tenia 987 habitants.

## Demografia

### Població
El 2007 la població de fet d'Étagnac era de 987 persones. Hi havia 412 famílies de les quals 112 eren unipersonals (48 homes vivint sols i 64 dones vivint soles), 168 parelles sense fills, 112 parelles amb fills i 20 famílies monoparentals amb fills.
La població ha evolucionat segons el següent gràfic:
Habitants censats

### Habitatges
El 2007 hi havia 465 habitatges, 410 eren l'habitatge principal de la família, 14 eren segones residències i 41 estaven desocupats. 445 eren cases i 19 eren apartaments. Dels 410 habitatges principals, 317 estaven ocupats pels seus propietaris, 80 estaven llogats i ocupats pels llogaters i 13 estaven cedits a títol gratuït; 3 tenien una cambra, 20 en tenien dues, 60 en tenien tres, 113 en tenien quatre i 214 en tenien cinc o més. 348 habitatges disposaven pel capbaix d'una plaça de pàrquing. A 170 habitatges hi havia un automòbil i a 209 n'hi havia dos o més.

### Piràmide de població
La piràmide de població per edats i sexe el 2009 era:
| Homes | Edats   | Dones |
| ----- | ------- | ----- |
| 0     | 95 o +  | 8     |
| 0     | 90 a 94 | 16    |
| 8     | 85 a 89 | 44    |
| 4     | 80 a 84 | 16    |
| 40    | 75 a 79 | 28    |
| 24    | 70 a 74 | 36    |
| 24    | 65 a 69 | 36    |
| 24    | 60 a 64 | 12    |
| 32    | 55 a 59 | 32    |
| 40    | 50 a 54 | 40    |
| 32    | 45 a 49 | 28    |
| 16    | 40 a 44 | 36    |
| 44    | 35 a 39 | 32    |
| 32    | 30 a 34 | 24    |
| 20    | 25 a 29 | 16    |
| 16    | 20 a 24 | 24    |
| 20    | 15 a 19 | 28    |
| 4     | 10 a 14 | 40    |
| 16    | 5 a 9   | 40    |
| 20    | 0 a 4   | 12    |

## Economia
El 2007 la població en edat de treballar era de 561 persones, 429 eren actives i 132 eren inactives. De les 429 persones actives 406 estaven ocupades (228 homes i 178 dones) i 23 estaven aturades (8 homes i 15 dones). De les 132 persones inactives 78 estaven jubilades, 16 estaven estudiant i 38 estaven classificades com a «altres inactius».

### Ingressos
El 2009 a Étagnac hi havia 410 unitats fiscals que integraven 914,5 persones, la mediana anual d'ingressos fiscals per persona era de 15.805 €.

### Activitats econòmiques
Dels 40 establiments que hi havia el 2007, 2 eren d'empreses alimentàries, 4 d'empreses de fabricació d'altres productes industrials, 10 d'empreses de construcció, 9 d'empreses de comerç i reparació d'automòbils, 8 d'empreses de transport, 1 d'una empresa d'hostatgeria i restauració, 1 d'una empresa d'informació i comunicació, 4 d'empreses immobiliàries i 1 d'una empresa de serveis.
Dels 15 establiments de servei als particulars que hi havia el 2009, 4 eren tallers de reparació d'automòbils i de material agrícola, 1 paleta, 2 guixaires pintors, 1 fusteria, 2 electricistes, 4 empreses de construcció i 1 agència immobiliària.
Dels 4 establiments comercials que hi havia el 2009, 1 era una botiga de menys de 120 m², 2 fleques i 1 una carnisseria.
L'any 2000 a Étagnac hi havia 45 explotacions agrícoles que ocupaven un total de 1.232 hectàrees.

## Equipaments sanitaris i escolars
El 2009 hi havia una escola elemental integrada dins d'un grup escolar amb les comunes properes formant una escola dispersa.

## Poblacions més properes
El següent diagrama mostra les poblacions més properes.